# Эзергайлис, Андриевс
Андриевс Эзергайлис (латыш. Andrievs Ezergailis, англ. Andrew Ezergailis, 10 декабря 1930, Ритеская волость, Латвия — 22 января 2022 года, Итака, Нью-Йорк, США) — американский историк, исследователь революционного движения в Латвии конца XIX — начала XX веков и Холокоста в Латвии.

## Биография
Андриевс Эзергайлис родился 10 декабря 1930 года в Ритеской волости Екабпилсского уезда в семье руководителя молочного завода. Его родители переселились в Селию из Северной Видземе, а отец в годы Гражданской войны был красным латышским стрелком.
В 1944 году семья эмигрировала из Латвии в Германию, где несколько лет провела в лагере для перемещённых лиц в Ансбахе (Бавария), в 1949 году — в США. Поначалу, как и многие латыши эмиграции, Эзергайлис занимался неквалифицированным трудом: работал на ферме, мыл посуду. В 1950-е годы получил возможность поступить в Университет штата Мичиган и окончил его в 1964 году. Получил степень MBA Университета Нью-Йорка в 1968 году. Там же получил учёную степень доктора наук.
С 1964 года работал в историческом колледже Итаки. С 1971 года — профессор.
Поначалу Эзергайлис специализировался по истории России и современной Европы, однако с середины 1980-х годов обратился к изучению Холокоста в Латвии, открыв для сограждан неудобную правду о событиях войны. Он стал первым латышским историком, на мнение которого начали ссылаться американские газеты в период перестройки в СССР.
В 1988 году Эзергайлис впервые опубликовал на родине статью о военных преступлениях команды Арайса в академическом вестнике АН Латвийской ССР. Эта публикация была снабжена предисловием академика В. Самсонса: «Читателю Советской Латвии в условиях социалистического плюрализма может быть интересно и поучительно познакомиться с либеральными особенностями эмигрантов в оценке отечественной истории». Начиная с 17 мая 1989 года, исследование Эзергайлиса с продолжением печаталось в центральной газете на латышском языке «Cīņa». Таким образом местные читатели впервые познакомились с организацией команды Арайса, принятием решений, организацией убийств и вообще с трагедией холокоста в Латвии.
Впоследствии Эзергайлис на материалах немецких архивов доказал, что в Латвию было ввезено и убито не более 22 тысяч европейских евреев, а не 300 тысяч, как утверждалось ранее.
Зарубежный член АН Латвии. Член Американской исторической ассоциации и Американской ассоциации содействия славянским исследованиям. Член редколлегии журнала «Latvijas Vēstures Institūta Žurnāls». В 2007 году награждён орденом Трёх звёзд, в 2012 году награждён Большой медалью Академии наук Латвии.
В вышедшей в 2015 году книге «Сквозь чёртовы зубы. Немецкие времена сегодня» (Caur velna zobiem. Vācu laiki šodien. 1941. — 1945.) Эзергайлис утверждает, что лётчик Герберт Цукурс не совершал военных преступлений, в которых его обвиняют.
А. Эзергайлис скончался 22 января 2022 года.

## Семья
Жена — Инта Эзергайлис (1932—2005), литературовед. Эзергайлис посвятил ей книгу дневников, стихов и воспоминаний «Агония листьев» (Lapu agonija), вышедшую в 2012 году и написанную после её смерти.

## Публикации
Эзергайлису принадлежит более 10 книг и 150 научных трудов.
- 1974: The 1917 Revolution in Latvia (East European Monographs, No 8)
- 1983: The Latvian impact on the Bolshevik Revolution: The first phase : September 1917 to April 1918, ISBN 0-88033-035-X
- 1996: The Holocaust in Latvia 1941—1944 — The Missing Center, Historical Institute of Latvia (in association with the United States Holocaust Memorial Museum) Riga ISBN 9984-9054-3-8
- 1999: Holokausts vācu okupētajā Latvijā: 1941—1944  (латыш.)
- 2002: Stockholm Documents: The German Occupation of Latvia, 1941—1945: What Did America Know?, a collection of records of the United States Department of State, edited by A. Ezergalis
- 2005: Nazi/Soviet Disinformation about the Holocaust in Latvia: Daugavas Vanagi: Who are they?, ISBN 9984-9613-6-2
- 2015: Caur velna. zobiem. Vācu laiki šodien. 1941. — 1945. Esejas un domas. — 478 c. — ISBN 978-9934-14-722-7